# فرودگاه صحرایی فلچر
فرودگاه صحرایی فلچر (به انگلیسی: Fletcher Field) یک فرودگاه همگانی بهره‌برداری هوایی با کد یاتا CKM است که یک باند فرود آسفالت دارد و طول باند آن ۱۶۴۷ متر است. این فرودگاه در کشور ایالات متحده آمریکا قرار دارد و در ارتفاع ۵۳ متری از سطح دریا واقع شده است.